# Александар Костадінов
Александар Стоянов Костадінов (болг. Александър Стоянов Костадинов; нар. 28 липня 1988, Кюстендил, Кюстендильська область) — болгарський борець греко-римського стилю, переможець та дворазовий бронзовий призер чемпіонатів Європи, учасник Олімпійських ігор.

## Біографія
Боротьбою займається з 1998 року. Перший тренер — Дімчо Загоров, перший клуб — «В. Илиев», виступав також за клуби «Г. Илиев — Олимпийски Надежди» (Софія), «Ловеч». Двічі ставав чемпіоном світу серед юніорів (2007, 2008). 2006 на юніорській першості світу здобув бронзову нагороду. Срібний призер чемпіонатів Європи серед юніорів (2008) та серед кадетів (2005).

## Спортивні результати на міжнародних змаганнях

### Виступи на Олімпіадах
| Змагання                    | Збірна   | Вагова категорія | Місце |
| --------------------------- | -------- | ---------------- | ----- |
| Літні Олімпійські ігри 2012 | Болгарія | 55 кг            | 12    |

### Виступи на Чемпіонатах світу
| Змагання                        | Збірна   | Вагова категорія | Місце |
| ------------------------------- | -------- | ---------------- | ----- |
| Чемпіонат світу з боротьби 2009 | Болгарія | 55 кг            | 19    |
| Чемпіонат світу з боротьби 2013 | Болгарія | 55 кг            | 22    |

### Виступи на Чемпіонатах Європи
| Змагання                         | Збірна   | Вагова категорія | Місце  |
| -------------------------------- | -------- | ---------------- | ------ |
| Чемпіонат Європи з боротьби 2009 | Болгарія | 55 кг            | Бронза |
| Чемпіонат Європи з боротьби 2010 | Болгарія | 55 кг            | 5      |
| Чемпіонат Європи з боротьби 2011 | Болгарія | 55 кг            | 15     |
| Чемпіонат Європи з боротьби 2012 | Болгарія | 55 кг            | Бронза |
| Чемпіонат Європи з боротьби 2013 | Болгарія | 55 кг            | 5      |
| Чемпіонат Європи з боротьби 2014 | Болгарія | 59 кг            | Золото |

### Виступи на Європейських іграх
| Змагання              | Збірна   | Вагова категорія | Місце |
| --------------------- | -------- | ---------------- | ----- |
| Європейські ігри 2015 | Болгарія | 59 кг            | 19    |

### Виступи на Кубках світу
| Змагання                    | Збірна   | Вагова категорія | Місце |
| --------------------------- | -------- | ---------------- | ----- |
| Кубок світу з боротьби 2012 | Болгарія | 55 кг            | 11    |

### Виступи на інших змаганнях
| Змагання                                                                        | Збірна   | Вагова категорія | Місце  |
| ------------------------------------------------------------------------------- | -------- | ---------------- | ------ |
| Турнір Дана Колова — Николи Петрова 2007                                        | Болгарія | 55 кг            | 8      |
| Олімпійський кваліфікаційний турнір з греко-римської боротьби 2008 (Роме-Остія) | Болгарія | 55 кг            | Срібло |
| Турнір Дана Колова — Николи Петрова 2008                                        | Болгарія | 55 кг            | Бронза |
| Міжнародний меморіал Дейва Шульца 2009                                          | Болгарія | 55 кг            | Бронза |
| Турнір Дана Колова — Николи Петрова 2009                                        | Болгарія | 55 кг            | Бронза |
| Міжнародний меморіал Дейва Шульца 2010                                          | Болгарія | 55 кг            | 4      |
| Турнір Дана Колова — Николи Петрова 2010                                        | Болгарія | 55 кг            | Золото |
| Міжнародний меморіал Дейва Шульца 2011                                          | Болгарія | 55 кг            | 6      |
| Турнір Дана Колова — Николи Петрова 2011                                        | Болгарія | 55 кг            | Золото |
| Кубок Владислава Питласинські 2011                                              | Болгарія | 55 кг            | 10     |
| Вогні Москви 2011                                                               | Болгарія | 55 кг            | Бронза |
| Турнір Дана Колова — Николи Петрова 2012                                        | Болгарія | 55 кг            | Золото |
| Олімпійський кваліфікаційний турнір з греко-римської боротьби 2012 (Софія)      | Болгарія | 55 кг            | Срібло |
| Турнір Дана Колова — Николи Петрова 2013                                        | Болгарія | 55 кг            | Срібло |
| Меморіал Іона Корнеану 2013                                                     | Болгарія | 60 кг            | Бронза |
| Кубок Владислава Пітласинські 2013                                              | Болгарія | 55 кг            | Срібло |
| Вогні Москви 2013                                                               | Болгарія | 60 кг            | 4      |
| Турнір Івана Піддубного 2014                                                    | Болгарія | 59 кг            | Бронза |
| Турнір Дана Колова — Николи Петрова 2014                                        | Болгарія | 59 кг            | Золото |
| Золотий Гран-прі з боротьби 2014                                                | Болгарія | 59 кг            | 5      |
| Міжнародний меморіал Дейва Шульца 2015                                          | Болгарія | 59 кг            | Срібло |
| Турнір Дана Колова — Николи Петрова 2015                                        | Болгарія | 59 кг            | Срібло |
| Кубок Владислава Пітласинські 2015                                              | Болгарія | 59 кг            | Бронза |
| Турнір Дана Колова — Николи Петрова 2016                                        | Болгарія | 59 кг            | Золото |
| Олімпійський кваліфікаційний турнір з греко-римської боротьби 2016 (Зренянин)   | Болгарія | 59 кг            | Бронза |